# Reza Ghoochannejhad
Reza Ghoochannejhad Nournia (persiska: رضا قوچان‌نژاد), född 20 september 1987 i Mashhad, är en iransk fotbollsspelare som senast spelade som anfallare i PEC Zwolle. Han spelar även för Iran herrlandslag. Han har fått smeknamnet Gucci.